# Jean Falissard
Jean Falissard est un auteur-compositeur-interprète français, né le 13 juin 1948 à Bédarieux (Hérault). Un de ses titres les plus connus est Ça va (1979).
A la fin des années 1960 et au début des années 1970, il est batteur dans les groupes de rock Les Variations, Alan Jack Civilization, Alice, Abracadabra et Kids.  Il a aussi été batteur de Claude François.
Il entame ensuite une carrière solo, enregistrant plusieurs albums, et écrit pour d'autres artistes comme Anne Parillaud ou  Jo Lemaire. 
Il produit la chanson Paris au bord des larmes, de Fred Blondin. Cette chanson est primée aux Victoires de la musique en 1991, élue « Meilleure chanson de l'année »,.
Il compose deux albums de world music, Terra Nuna en 1998 et Occitania en 2001.
Jean Falissard vit actuellement à Sète.

## Albums

### 45 Tours
- 1974 : Deux ou trois choses / Un homme romantique (je rêve, je rêve)
- 1975 : Reviendras-ru danser / Sophie
- 1977 : Cent briques au soleil / Cover girl
- 1978 : Fais comme chez toi / Une menthe à l'eau, des cocotiers
- 1978 : Viens pas pleurer sur mes lattes / Sam, Louise, Paul et Suzie
- 1979 : Tu vois c'que j'veux dire ? / J'veux pas porter le chapeau
- 1979 : Ça va / Du swing dans ma détresse
- 1980 : J'veux pas / Sans moi
- 1981 : Au secours ! chagrin d'amour / Dix ans de galère
- 1983 : J't'aime parc' que j't'aime / Élisa pas si bath que ça
- 1983 : Le mal d'amour / Déjà vu
- 1984 : Troglodyte-moi / Remise de peine
- 1985 : Mama / T'as vu c'est Jésus
- 1986 : T'es haut / Sentiments distingués
- 1988 : Pour une femme / Week-end de la dernière chance

## Quelques titres
- 1978 : Viens pas pleurer sur mes lattes
- 1975 : Reviendras-tu danser ? (sous le nom de « Benoit Saingil »)
- 1977 : Cent briques au soleil
- 1979 : Tu vois c’que j’veux dire
- 1979 : Ça va
- 1980 : J'peux pas
- 1980 : Tout… Je veux tout
- 1981 : Au secours [5]
- 1982 : Rêveur for ever
- 1983 : J't'aime parc'que j't'aime
- 1986 : T’es haut
- 1988 : Pour une femme
- 1998 : Inuit de Terra Nuna sorti chez Flèche Productions(le label de Claude François dirigé par ses fils) /M6 Interactions en single maxi cd et vinyle promotionnel (réservé aux clubs et discothèques)